# 利克桑莱圣阿沃尔德
利克桑-莱圣阿沃尔德（法語：Lixing-lès-Saint-Avold，法語發音：[liksɛ̃ lɛ sɛ̃t‿avɔld]，意为“聖阿沃爾德附近的利克桑”；洛林法兰克语：Lixinge）是法国摩泽尔省的一个市镇，属于福尔巴克-布莱摩泽尔区。

## 地名
该地名“Lixing-lès-Saint-Avold”发音为[liksɛ̃ lɛ sɛ̃.t‿avɔld]，“Saint-Avold”的字母“d”发音且其是一个通译为“圣阿沃尔德”的城市，《世界地名翻译大辞典》与《世界地名译名词典》将其误译作“利克桑-莱圣阿沃勒”。

## 地理
利克桑-莱圣阿沃尔德（49°2'13"N, 6°45'9"E）面积6.32 平方千米，位于法国大東部大區摩泽尔省，该省份为法国东北部内陆省份，是洛林的一部分，西南接默尔特-摩泽尔省，东临下莱茵省，北与卢森堡和德国接壤。
与利克桑-莱圣阿沃尔德接壤的市镇（或旧市镇、城区）包括：比斯特罗夫、格罗唐坎、拉南、莱兰、瓦勒埃贝尔桑。
利克桑-莱圣阿沃尔德的时区为UTC+01:00、UTC+02:00（夏令时）。

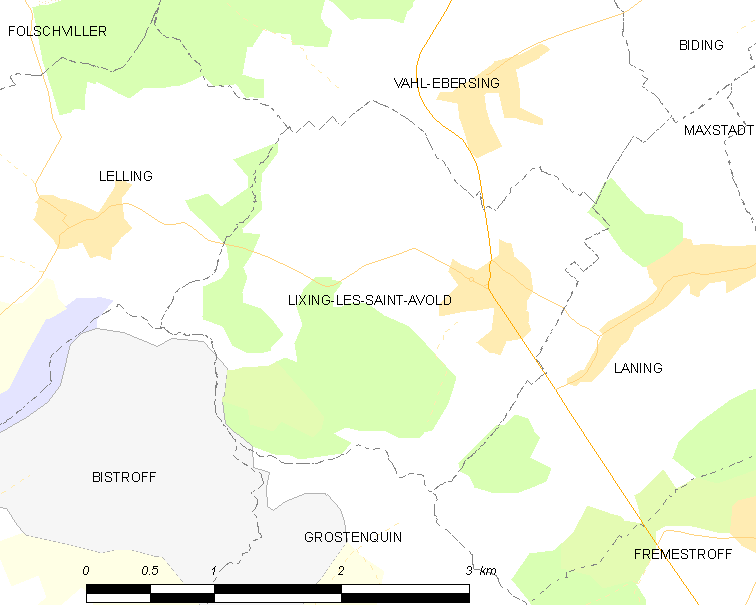
利克桑-莱圣阿沃尔德的OSM定位图

## 行政
利克桑-莱圣阿沃尔德的邮政编码为57660，INSEE市镇编码为57409。

## 政治
利克桑-莱圣阿沃尔德所属的省级选区为萨拉尔布县。

## 人口

1962-2008年间利克桑-莱圣阿沃尔德人口变化图示

利克桑-莱圣阿沃尔德于2022年1月1日时的人口数量为672人。